# Алегрия, Сиро
Сиро Алегрия Басан (исп. Ciro Alegría Bazán; 1909—1967) — перуанский журналист, писатель, представитель индихенизма.

## Биография
Родился в семье белых землевладельцев, но считал себя индейцем (чоло серрано). Действительная дата его рождения 1908 год, но так как его рождение было зарегистрировано лишь год спустя, то во всех документах указывается 1909 год.
Публиковаться начал с 1927 года. В 1930 году присоединился к апристскому движению, надеясь путём реформ улучшить положение коренных перуанцев. За свою политическую активность подвергался арестам и заключению.  С 1934 года жил в эмиграции в Чили, а затем в США до 1948 года. Затем преподавал в Университете Пуэрто-Рико и, находясь на Кубе, писал о Кубинской революции.
На родину вернулся в 1960 году, вступил в партию будущего президента Фернандо Белаунде Терри «Народное действие» и был избран в Палату депутатов в 1963 году.
Похоронен на кладбище «Пастор Матиас Маэстро».
Он оставил несколько неоконченных романов и несколько неопубликованных рассказов, опубликованных его вдовой Дорой Варона, которая была его биографом и исследовательницей его творческого наследия.
При жизни автора были изданы романы «Золотая змея» (исп. La serpiente de oro, опубликован в 1935, переведён на русский язык в 1970), «Голодные собаки» (исп. Los perros hambrientos, опубликован в 1939, переведён на русский язык в 1970), «В большом и чуждом мире» (исп. El mundo es ancho y ajeno, опубликован в 1941, переведён на русский язык в 1944).